# Zipser Sachsen

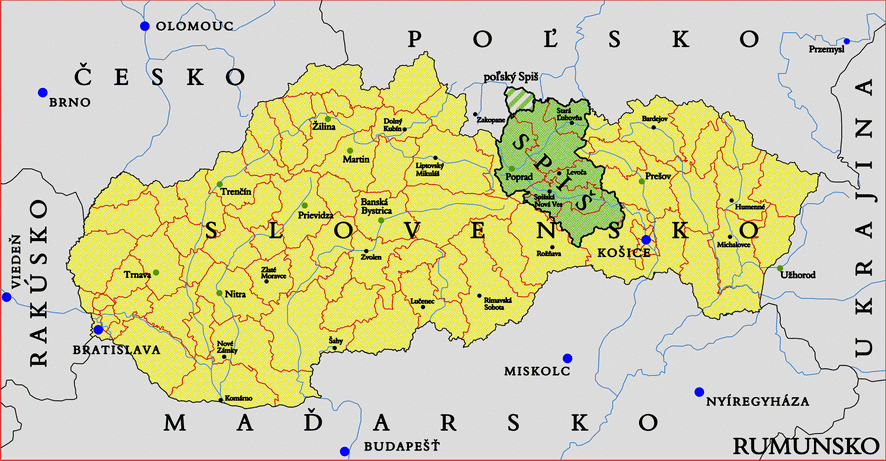
Lage der Zips (slowakisch: Spiš) in der Slowakei

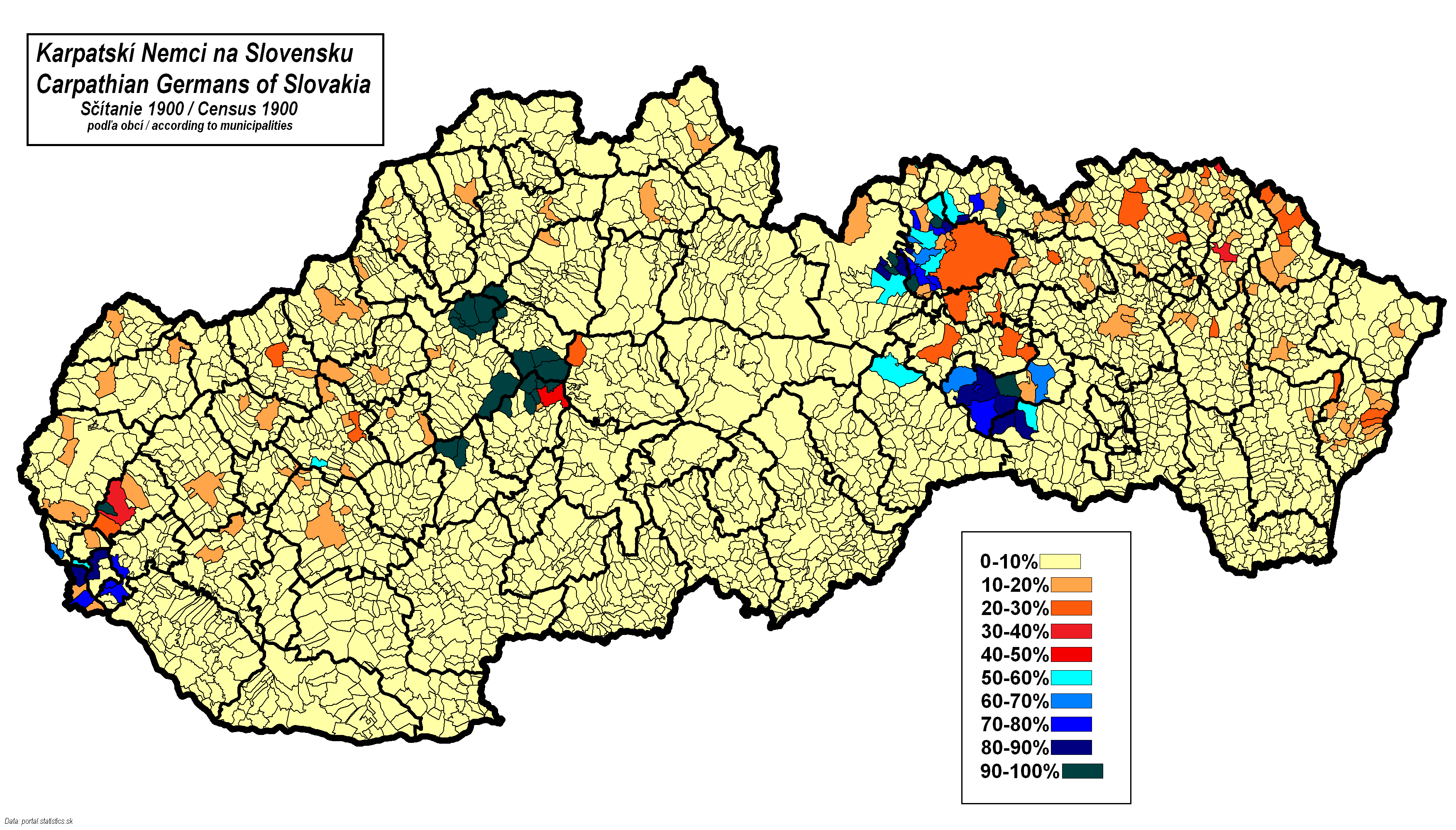
Verbreitung der Karpatendeutschen mit Bevölkerungsanteilen auf dem Gebiet der heutigen Slowakei nach der österreichisch-ungarischen Volkszählung 1900. Die Konzentration im mittleren Osten zeigt die Zipser Sachsen.

Die Zipser Sachsen, Zipser Deutschen oder kurz Zipser (slowakisch: Spišskí Nemci, ungarisch: Szepesi Szászok oder cipszerek) sind eine deutschsprachige Minderheit und eine Untergruppe der Karpatendeutschen in der Slowakei. Sie gelangten im Rahmen der hochmittelalterlichen Ostsiedlung in die Zips und sprachen verschiedene deutsche Mundarten, die man unter Zipserdeutsch oder Zipserisch zusammenfasst. Umgangssprachliche Selbstbezeichnungen sind auch Potoken für die Zipser Sachsen der nordwestlichen Oberzips und Mantaken für jene in der südöstlichen Unterzips mit Nachbargebieten.
Die Zipser Sachsen waren neben den Sudetendeutschen eine der beiden wichtigsten deutschen Gruppen in der ehemaligen Tschechoslowakei. Zusammen mit den Siebenbürger Sachsen im heute rumänischen Siebenbürgen bildeten sie eine der ältesten deutschen Siedlergruppen in Ostmitteleuropa. Seit den Kolonisationen des 18. Jahrhunderts unter Maria Theresia und Joseph II. leben Zipser auch in anderen Regionen des ehemaligen Österreich-Ungarn.
Der größte Teil der Zipser Sachsen wurde zwischen 1944 und 1946 nach Deutschland und Österreich evakuiert und vertrieben; eine nennenswerte deutschsprechende Bevölkerung hat sich lediglich in den Orten Chmeľnica (Hopgarten) und Medzev (Metzenseifen) erhalten.

## Geschichte

### Herkunft und Ansiedlung

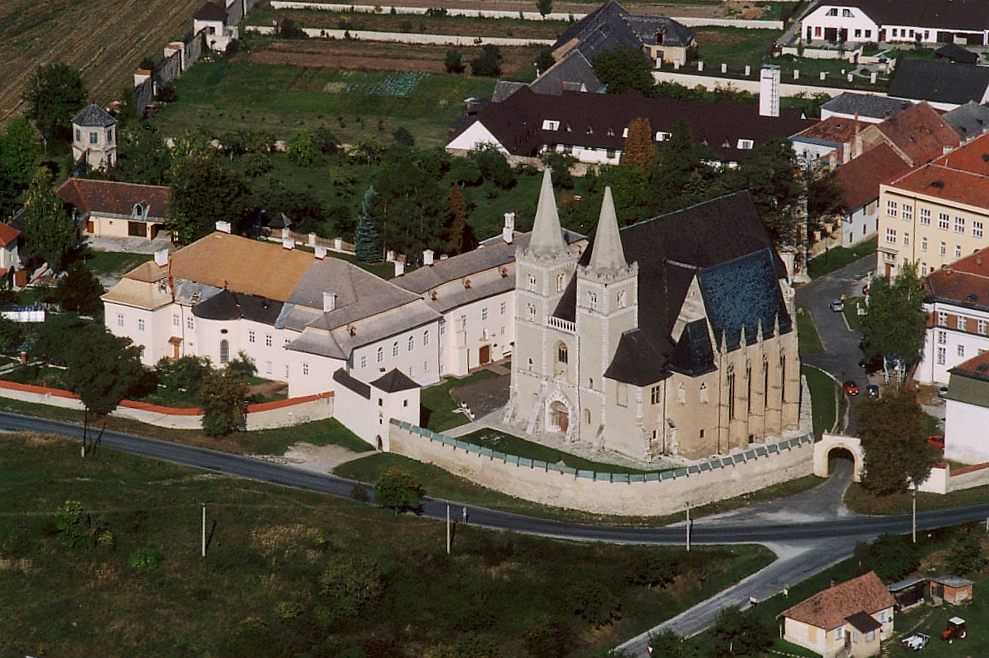
Zipser Kapitel, das 1198 gegründete kirchliche Zentrum der Zips (seit dem Mittelalter Propstei, ab 1776 Bischofssitz), heute Ortsteil des nahen Kirchdrauf (slowakisch Spišské Podhradie, ungarisch Szepesváralja). Beide gehören zu den ältesten Siedlungen der Zipser Sachsen und sind zusammen mit Schigra, der Zipser Burg und der Altstadt von Leutschau seit 1993 UNESCO-Weltkulturerbe.

Die meisten Zipser Städte haben ihren Ursprung in deutschen Siedlungen, in der Unterzips vor allem Bergbausiedlungen. Die ursprünglich hauptsächlich slawisch-altslowakische Bevölkerung in diesem Gebiet war beim Mongoleneinfall 1241/42 deutlich dezimiert oder vertrieben worden. In der folgenden zweiten Hälfte des 13. Jahrhunderts, zu geringem Anteil in der Unterzips schon in der zweiten Hälfte des 12. Jahrhunderts, siedelten die ungarischen Könige deutschsprachige Siedler an.
Die meisten Siedler waren Bauern und Bergleute und stammten nach dialektologischen Untersuchungen der zipserdeutschen Dialekte anfangs vorwiegend aus dem mittelfränkischen Dialektgebiet (Rheinland und Moselgebiet) mit kleineren Anteilen aus dem ostmitteldeutschen Dialektbereich (Schlesien, Thüringen und der Markgrafschaft Meißen, die erst seit dem 15. Jahrhundert Sachsen genannt wurde). Eine spätere kleinere Besiedlungswelle, die „schlesische Hausiedlung“ folgte Anfang 14.–Anfang 15. Jahrhundert, als die polnischen Könige und die ungarischen Könige um die Besiedlung und Befestigung des Grenzgebietes wetteiferten, womit Rodungsdörfer oft mit der Namensendung „-hau“ (slowakisch Poruba/Lehota, ungarisch -vágás) im Norden entstanden. Diese Kolonisten waren deutschsprachige Schlesier, Einheimische und slowakische Binnenkolonisten. In einigen Orten setzte sich Slowakisch, in anderen Deutsch-Schlesisch (heute noch als Outzäpsersch im Dorf Chmeľnica erhalten) als Sprache der Dorfgemeinschaften durch. Eine Siedlergruppe, wohl erst Zuwanderer ab Ende 15. Jahrhundert in den Bergbau, stammte aus dem bairischen Dialektgebiet, vorwiegend Bergleute aus Bayern und Tirol.
Diese Neusiedler wurden zusammenfassend „Zipser Sachsen“ genannt, wobei der Name „Sachsen“ wie bei den Siebenbürger Sachsen eine im ungarischen Feudalsystem mit autonomer Selbstverwaltung privilegierte deutschsprachige Minderheit meint, nicht als regionale Herkunftsangabe missverstanden werden sollte. Zum heutigen Bundesland Sachsen hat der Name entgegen älterer und populärwissenschaftlicher Literatur keinen Bezug, denn es erhielt den Namen erst 1423 durch Erbfall, bis 13. Jahrhundert bezeichnete Saxones die heutigen Niedersachsen. In ungarischen Quellen des 11.–13. Jahrhunderts tauchen die Namen Theutonici et Saxones (Deutsche und Sachsen) so oft nebeneinander auf, dass z. B. Katalin Gönczi die genaue Bedeutung als schwer erklärlich bezeichnet, bevor Saxones im 13. Jahrhundert zum übergreifenden Namen aller privilegierten Deutschsprachigen in Ungarn wird. Genaue ethnische Bezeichnungen sind im Mittelalter nicht üblich. Gerhard Seewann deutet drei Erklärungsmöglichkeiten an: 1. entstand die Fremdbezeichnung „Sachsen“ oft zur Zeit der Herrschaft der aus Niedersachsen stammenden Ottonen (z. B. finnisch-estnisch saksa), während sich später mit Herrschaft der aus Schwaben stammenden Staufer oft „Schwaben“ verbreitete (z. B. ungarisch svábok oder ruthenisch šwabij), 2. ist in Quellen zu beobachten, dass Theutonici tendenziell eher Süddeutsche bezeichnet, Saxones eher Mittel- und Norddeutsche, 3. wurde beobachtet, dass die im 12.–14. Jahrhundert in die wichtigsten europäischen Bergbaureviere in Bosnien und Serbien eingewanderte deutsche Bergleute ausschließlich Saxones genannt wurden – vielleicht weil der (nieder)sächsische Harz (vor der Entdeckung von Silber 1168 im sächsisch-böhmischen Erzgebirge) das mit Abstand wichtigste und größte Bergbaugebiet im deutschsprachigen Raum war. Ungarische Quellen könnten diesen Sprachgebrauch in der Nachbarschaft übernommen haben, womit bis ins 13. Jahrhundert Saxones eher deutsche Bergleute bezeichnen könnte, während Theutonici die bäuerlich-städtischen Siedler waren. Wie auch immer der Name entstand, bildeten Zipser Sachsen bis ins 18. Jahrhundert, teilweise noch länger das wirtschaftliche und kulturelle Rückgrat der Zips, allerdings nie die einzige Bevölkerung. Die Zips war seither immer vielsprachig und multiethnisch.
Im Unterschied zu den Siebenbürger Sachsen, bei denen sich neben Bauern auch zahlreich Städtebürger, Kleriker, kleinadelige Ritter und sogar Hochadelige an der Ansiedlung beteiligten, gab es unter den Zipser Siedlern anfangs wenig Standesunterschiede, die in Quellen als „einfache Leute“ bezeichnet werden. Ebenfalls geringer war die Beteiligung von latini, französisch- und italienischsprachigen Siedlern, die in der ersten Siedlungsphase im 12. Jahrhundert noch zahlreich unter den Neusiedlern waren, nur der Name von Spišské Vlachy (deutsch: Wallendorf) erinnert an die Beteiligung von Wallonen.

### Privilegien

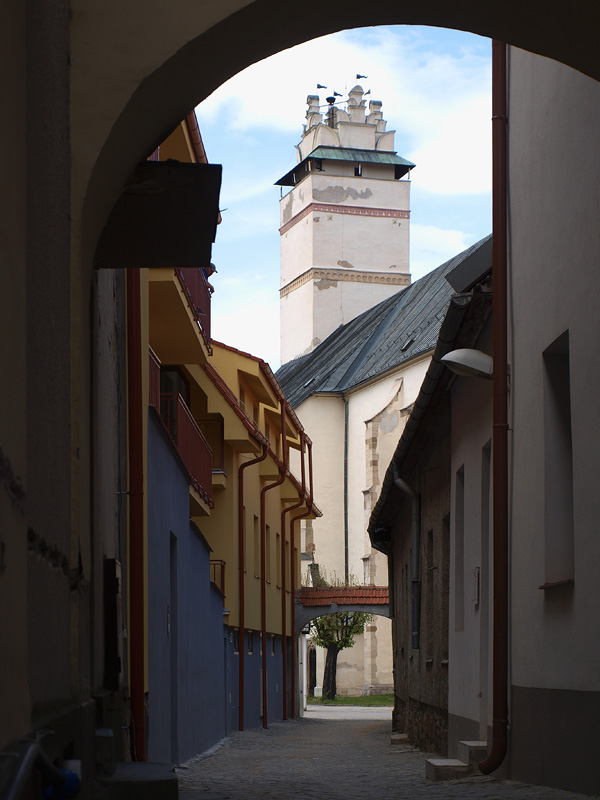
Käsmark, neben der Rivalin Leutschau mächtigste und wohlhabendste Stadt der Zips, lange Zeit reicher und im 15. Jahrhundert kurzzeitig Zipser Hauptstadt, galt bis 1945 mit deutschsprachigen Bildungsinstitutionen, Bibliotheken und Theater und größerem sächsischen Bevölkerungsanteil als kulturelles Zentrum der Zipser Sachsen.

Zipser Burg im 16. Jahrhundert (digitale Rekonstruktion)

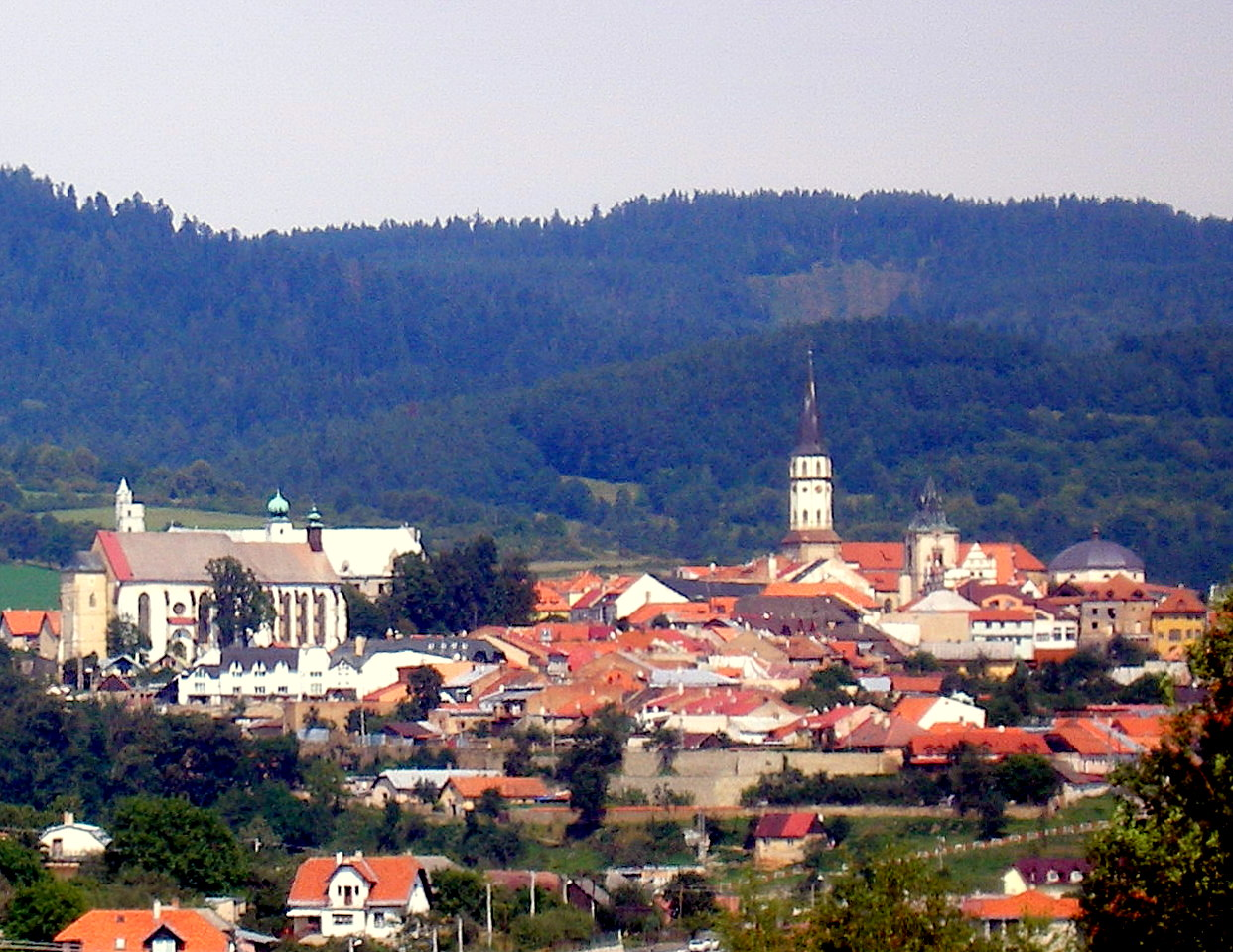
Leutschau, vom 12. bis 16. Jahrhundert Zentrum der Zipser Sachsen und ehemaliger Verwaltungssitz des ungarischen Komitats Zips neben der Zipser Burg

Zu den im königlichen Zipser Freibrief von 1271 von König Stephan V. gewährten autonomen Privilegien gehörten ähnlich dem Goldenen Freibrief/Privilegium Andreanum von 1224 für die Siebenbürger Sachsen neben dem unbegrenzten Siedlungsrecht im Komitat/der Gespanschaft Zips, die Befreiung von einigen Sondersteuern und Zöllen, die Befreiung von Abgaben, Frondiensten und Leibeigenschaft für den ungarischen Adel und das Privileg, interne politische und juristische Angelegenheiten nach eigenen Rechtstraditionen selbst zu regeln. Nur eine gemeinschaftliche Abgabe an den ungarischen König, das terragium, auch „Martinszins“ genannt, weil die ungarischen Könige nach fränkischem Vorbild St. Martin als Schutzheiligen sahen, und sie jährlich am Martinstag erhoben wurde, musste entrichtet werden. Im Gegenzug hatten die Zipser Sachsen dem König 50 Lanzenreiter zu stellen (die Siebenbürger Sachsen 100, im Fall der Landesverteidigung 500, bei Feldzügen ohne den König auch 50) und die Grenzsicherung in der Zips zu übernehmen. Ganz ähnliche kollektive autonome Privilegien erhielten im 13. Jahrhundert in der Zips der Stuhl der zehn Lanzenträger, in Siebenbürgen die ungarischen Grenzsiedler der Szekler und die Siebenbürger Sachsen und in Zentralungarn zum Schutz der Hauptstadt die Jassen und Kumanen. Die ungarischen Könige verbanden in diesem komplexen Privilegiensystem somit das Motiv der Anwerbung von Siedlern aus dem im Hochmittelalter überbevölkerten Westmittel- und Westeuropa, die weiter entwickelte Landwirtschaftstechniken (z. B. Dreifelderwirtschaft, Wendpflug, Fischteiche) und Bergbautechniken zum Landesausbau mitbrachten, das alle ostmitteleuropäischen Herrscher für die hochmittelalterliche Ostsiedlung hatten, mit den Motiven der Grenzsicherung, der militärischen Stärkung und der Festigung ungarischer Herrschaft im Grenzgebiet durch aufgrund der Königsprivilegien loyale Bevölkerungsgruppen. In der Region der Handelswege entstand außerdem ein Wettlauf zwischen den polnischen und ungarischen Königen um Landesausbau, Besiedlung und Vorschub der Grenze in die Karpaten. Der frühe Zipser Graf Jordan von Gargau († 1257) erhielt seinen Landgut in Gargau/Gorg (Spišský Hrhov, ungarisch Görgő) in Anerkennung seiner Verdienste der Abwerbung von Walddeutschen von der polnischen Seite (de Ruthenia et Polonia=aus Rotruthenien und Polen), die vorher aus Schlesien und Thüringen stammten. Auf Jordan geht das ungarische, ursprünglich zipser-sächsische Adelsgeschlecht Görgey zurück, die noch mehrfach gewählte Grafen der Zipser Sachsen waren.
Ungarische Autonomien waren nach Tradition des ungarischen Gewohnheitsrechtes, das seine Anfänge in der Zeit mobiler Verbände von Reiter-Nomaden hat, eher personal als territorial verfasst. Das bedeutet, dass diese Privilegien allen Mitgliedern der Gemeinschaft durch Herkunft/Geburt zustanden, selbst wenn sie außerhalb der Zips (oder des jeweiligen Ansiedlungsgebietes, in Siebenbürgen der Königsboden und das Szeklerland, in Zentralungarn Jászság („Jazygien“), Groß- und Klein-Kumanien, vgl. Kumanen in Ungarn) lebten. Diese privilegierten Herkunftsgemeinschaften werden deshalb auch als „privilegierte Stände“ bezeichnet, denn wie bei sonst üblichen Ständen (Adel, Städtebürgertum usw.) waren nur Heiratsbeziehungen innerhalb des Standes sozial anerkannt, weil Kindern gemischter Ehen diese Privilegien nicht mehr zustanden und zu viele äußere Eheschließungen zu einer Schwächung des Standes gegen Einschränkungsversuche der Privilegien geführt hätte. Eine andere in ungarischen Quellen häufige Bezeichnung ist universitas nationorum, was oft wörtlich, aber missverständlich als „Nationsuniversität“ übertragen wird, gemeint ist aber die „Gesamtheit (lat. universitas) nach [gleicher] Herkunft/Geburt (lat. natio)“.
Wächter der Königsprivilegien sollte der Gespan/Graf auf der Zipser Burg sein, auch für die anfangs zahlreichen Zipser Sachsen in den benachbarten Regionen (viele Ansiedlungen gingen hier allerdings auf die Initiative des Adels auf ihrem Land zurück, waren nicht von Abgaben an den Adel befreit) Scharosch und den oberungarischen Bergstädten im Slowakischen, ehemals Ungarischen Erzgebirge, teilweise auch südlich der Zips, wo sie noch im 20. Jahrhundert lebten. Die heute zahlreicher in Metzenseifen/slowakisch Medzev außerhalb, südlich der Zips lebenden Deutschsprachigen sind historisch Zipser Sachsen. Die östlich der Zips gelegenen, ebenfalls von sächsischen Siedlern ausgebauten Handelsstädte Bartfeld (Bardejov), Eperies (Prešov), Zeben (Sabinov) und Groß-Scharosch (Veľký Šariš) erhielten ebenfalls Zipser Privilegien und Zipser Recht, weshalb ihre deutschsprachigen Bewohner, deren Anteil ab dem 16./18. Jahrhundert durch Slowakisierung rapide abnahm, auch als Zipser Sachsen bezeichnet wurden. Nur das ebenfalls anfengs vorwiegend deutschsprachige Kaschau (Košice) hatte eine eigene, ältere Rechtstradition. Nicht zu den Zipser Sachsen gehörten dagegen die anfangs mehrheitlich deutschsprachigen Bewohner der niederungarischen Bergstädte und einiger Nachbarsiedlungen, deren Gebiet mit Dobschau (Dobšiná) südwestlich der Zips begann und sich weit nach Westen zog. Sie lebten nicht nach Zipser Privilegien und Zipser Recht, sondern hatten mehrere andere Bergprivilegien und Bergrechte, ihr nicht slowakisiertes Restgebiet wurde im 20. Jahrhundert als Sprachinsel des Hauerlands bezeichnet.
Die Bezeichnung Provicia saxonum de Scepus (sächsische Provinz der Zips) ist deshalb nicht so zu verstehen, das die Zips exklusiv nur den Zipser Sachsen zustand, es gab auch viele nicht privilegierte slowakische u. a. Bauern und Stadtbewohner (unter Grundherrschaft des Adels oder der Geistlichkeit oder Städte auf ihrem Grund, einschließlich Gerichtsherrschaft und militärischer Schutzherrschaft), sondern dass der Zipser Gespan/Graf die Aufsicht über das Heeresaufgebot und die personalen Privilegien der Zipser Sachsen mit der Territorialverwaltung der gesamten Zips verband. Die autonomen Selbstverwaltungsinstitutionen der Zipser Sachsen saßen dagegen in Leutschau, dass sich allmählich zur zweiten Hauptstadt entwickelte. Spätestens mit der Erbgrafschaft Zips der Magnatengeschlechter Zápolya (1464–1528), Thurzo (1531–1636) und Csáky (1636–1848) entwickelten einige Zipser Grafen aber ein Interesse, eigene Abgaben zu erheben, die Privilegien also einzuschränken oder aufzuheben.

### 14. Jahrhundert: Aufschwung und 24-Städte-Bund

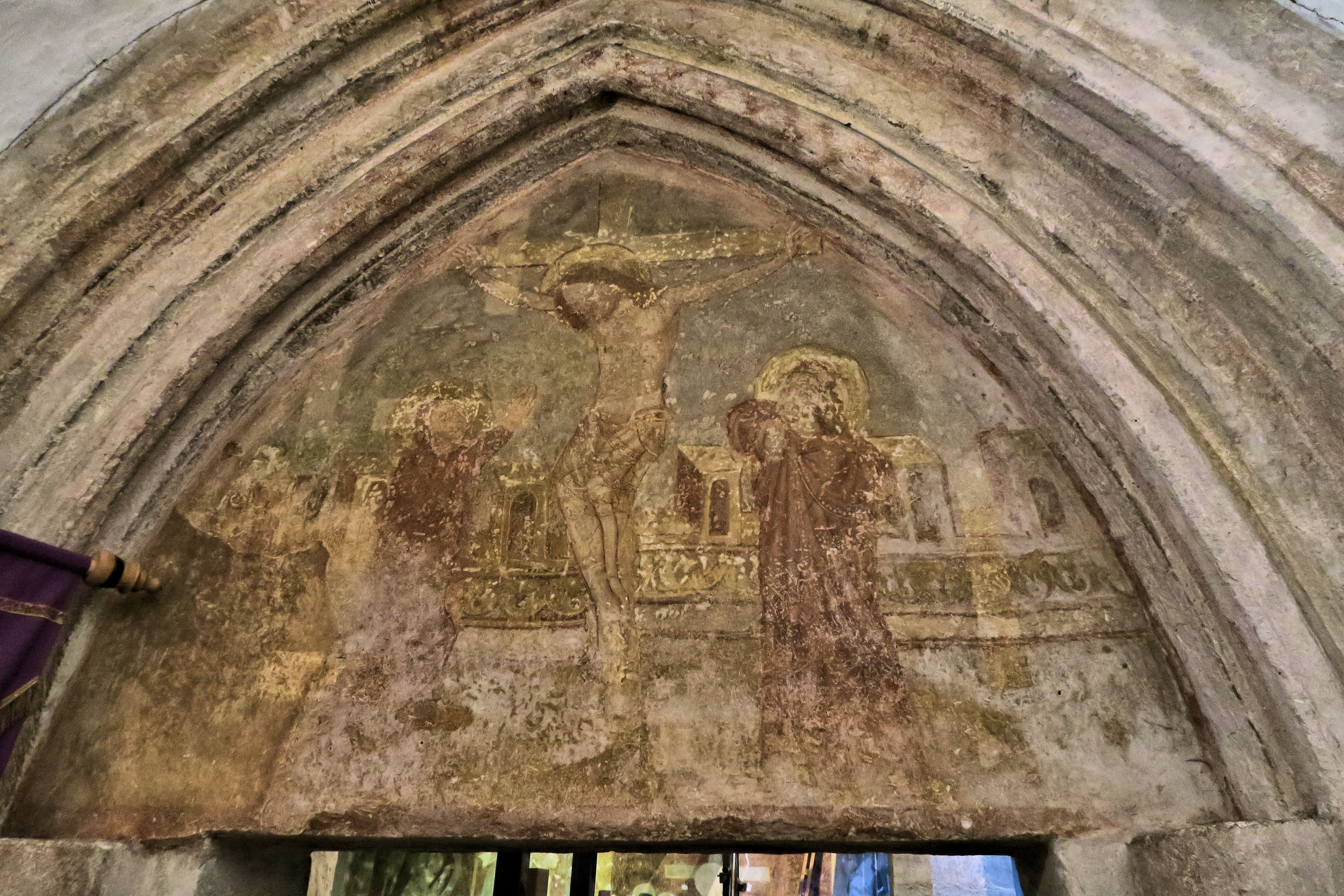
Die heute zusammen mit der Zipser Burg, der Altstadt von Levoča (Leutschau), mit Spišské Podhradie (Kirchdrauf) und Spišská Kapitula (Zipser Kapitel) zum UNESCO-Weltkulturerbe gehörenden Fresken in der Heilig-Geist-Kirche von Žehra (dt.: Schigra, ung. Zsigra) aus dem 13. und 14. Jahrhundert sind die ältesten der Zips.

Im späten 13. und 14. Jahrhundert blühte die Zips unter Einfluss der sächsischen Siedler auf. Im selben Zeitraum erstarkte der ungarische Adel, besonders der Hochadel, die Magnaten, gegenüber der Zentralmacht des Königtums. Deshalb gerieten die Privilegien der Zipser Sachsen immer stärker unter politischen Druck, weil der Adel nicht an vielen abgabenbefreiten Bewohnern interessiert war und entweder durch eine „feudale Besiedlung“ mit abgabepflichtigen, meistens slowakischen Bauern oder durch Einschränkung oder Abschaffung der Privilegien seine Machtbasis zu erweitern versuchte. Dagegen gründeten die Bewohner politische Bündnisse und Städtebünde, die sich entweder militärisch verteidigten oder sich in engen Beziehungen zu den ungarischen Königen ihre Privilegien mehrfach bestätigen ließen.
Die Zipser Sachsen schufen im Jahr 1291 eine eigene geistliche Organisation, die Bruderschaft der königlichen Pfarrer. Nach kanonischem Recht der vorreformatorischen Kirche (später „Römisch-katholische Kirche“) sind „Pfarrer“ als geistliche Oberhäupter ihrer kompletten Kirchgemeinden zu verstehen und „königlich“ bezog sich auf den königlichen Freibrief und die dort festgeschriebenen Privilegien. Dort hatten die Zipser Sachsen, wie zuvor auch die Siebenbürger Sachsen das im Mittelalter seltene Privileg der Pfarrerwahl erhalten. Die Bruderschaft war die geistliche Vertretung aller zipser-sächsischen Gemeinden. Parallel bildete sich schon 1271–1298 als weltliche, politische Organisation der „Bund der Zipser Städte“, anfangs etwa 41–44 Siedlungen und Städte, in Quellen auch als „Bund der Zipser Sachsen“ (communis Saxioniae de Scepus) bezeichnet, an deren Spitze der Zipser Graf stand, der von den Richtern der Städte gewählt wurde. Der Bund erhielt eine Selbstverwaltung, die denen der königlichen Freistädte ähnelte.

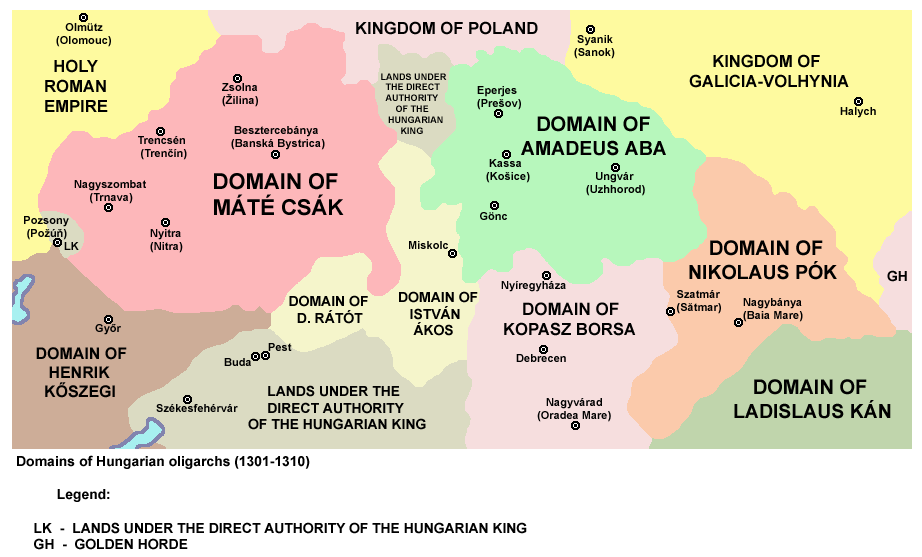
Die Zips (im Norden) als königstreues Gebiet (grau) zwischen den nordungarischen Kleinkönigtümern

Gleichzeitig brauchten die Könige die Unterstützung autonomer Städte und Gemeinschaften gegen den Partikularismus der frühen Magnaten, die ungarischen Kleinkönigtümer. In der Schlacht von Rozgony 1312 bildeten die Zipser Sachsen das wichtigste Unterstützerkontingent für den neuen König Karl I. Robert aus dem Haus Anjou gegen die Kleinkönige Matthäus Csák und die Familie Aba. Nachdem Karl I. Robert die ungarische Zentralmacht gegen die Kleinkönigtümer militärisch wiederhergestellt hatte, bestätigte er im Freibrief 1317 und 1328 die Privilegien von 1271, diesmal explizit bezogen auf den Bund der Zipser Städte. Im Jahr 1340 verlieh sein Nachfolger Ludwig I. den wohlhabendsten Zipser Handelsstädten Leutschau und Käsmark, kurze Zeit später auch Pudlein den Status der königlichen Freistadt erster Kategorie mit voller Gerichtsbarkeit und eigenem Hauptschatzmeister (Tarnackmeister), die daraufhin 1344 aus dem Städtebund und der geistlichen Bruderschaft austraten. Erst Mitte 14. Jahrhundert und nach weiteren Austritten (teils gerieten sie unter adlige Grundherrschaft) entstand für die verbleibenden 24 Städte die Bezeichnung Bruderschaft der 24 königlichen Pfarrer und Bund der 24 Zipser Städte.
Im Jahr 1370 verschriftlichten die 24 Städte des Bundes sowie etwa 20 weitere zipser-sächsische Siedlungen die von ihnen seit der Ansiedlung praktizierte und im königlichen Freibrief 1271 zugesicherte eigene Rechtstradition. Das einheitliche Zipser Recht, genannt Zipser Willkür, war primär ein städtisches Weichbildrecht, das anfangs aus 95 Artikeln bestand, aber ständig weiter entwickelt wurde, es fußte auf dem Magdeburger Recht und den Bestimmungen des Sachsenspiegels. Allein fünf Artikel bestimmten das jährliche Wahlverfahren des Zipser Grafen durch den Bund der 24 Zipser Städte, was in der Praxis nicht ständige Wechsel der Zipser Grafen bedeutete, sondern die regelmäßige Bestätigung langjähriger Grafen. Die verbündeten ungarischen Könige, die den gewählten „Sachsengrafen“ anfangs nur bestätigten erhielten zunehmend Einfluss auf die Auswahl der Kandidaten, die oft aus königstreuen Adelsgeschlechtern kamen, die sich teilweise in der Zips dauerhaft etablieren konnten, aber der 24-Städte-Bund nutzte die Wahlen zur regelmäßigen Sicherung und Bestätigung seiner Autonomie. Auf diesem Weg gelang dem Bund der 24 Zipser Städte bis zum 14. Jahrhundert, für das Territorium seiner Mitgliedsstädte die Anerkennung als garantiertes Rechtsgebiet der städtischen Zipser Willkür, als „Regionalautonomie“, als von der übrigen Zips rechtlich-administrativ getrennte Provincia (Provinz, manchmal auch: Kleine Provinz) durchzusetzen. Einen ähnlichen Weg ging der Stuhl der zehn Lanzenträger, der ebenfalls den Zipser Grafen zu seinem Oberhaupt wählte und den Status als gesonderte Parvus Provincia (Kleine Provinz) durchsetzte.
Mit Bestätigungen der Privilegien 1317 und danach, bezogen auf den Städtebund, der städtisch orientierten Zipser Willkür und der Anerkennung getrennter Provinzen bildete sich in den nächsten Jahrhunderten die Tendenz rechtlicher Auseinanderentwicklungen. Während die mächtigen königlichen Freistädte, die Städtebünde und autonomen Sonderprovinzen ihre Privilegien erfolgreich verteidigten und ausbauten, waren ländliche Gebiete und kleinere Städte der übrigen Zips schlechter geschützt und wurden schleichend zum Gebiet des Adelsrechtes, vergleichbar dem Komitatsboden in Siebenbürgen. Diese Transformation geschah schrittweise und unvollständig, denn der königliche Freibrief von 1271 war weiterhin gültig, wenn auch weniger relevant, als spätere Erneuerungen und nicht alle Adeligen und Grafen trieben ihn voran, einige profilierten sich als Verteidiger der Privilegien, aber nach und nach wurden Zusatzabgaben erhoben, Privilegien eingeschränkt oder für einzelne Ortschaften aufgehoben. Die Zipser Institutionen blieben aber vielfach miteinander verwoben. Sitz der politischen und administrativen Einrichtungen und des Hauptgerichts, des Stuhls des Komitats Zips, die der 24-Städtebund bestimmte, war weiterhin Levoča (Leutschau), das nicht zum Bund gehörte. Zentrum des Stuhls der zehn Lanzenträger war bis ins 16. Jahrhundert Spišský Štvrtok (Donnersmark), das nicht zum Lanzenträger-Stuhl, sondern zum 24-Städtebund gehörte, und die Provinzen nutzten die Wahlen der Grafen auch für Verteidigungen der Rechte in der übrigen Zips.
Die Zips erlebte im 14. Jahrhundert ihren ersten wirtschaftlichen und kulturellen Landesausbau und Aufschwung, der besonders auf Fernhandel und dem entstehenden Bergbau in der südöstlichen Unterzips und Umgebung beruhte. In allen neu entstandenen Unterzipser Bergstädten wurden Mitte des Jahrhunderts hydraulische Hammerwerke, eine Erfindung des 13. Jahrhunderts, errichtet. Die große Pest-Pandemie Schwarzer Tod 1346–53, die den Zustrom von Westen wegen der Bevölkerungsverluste dort beendete, verschonte große Teile Polens und Oberungarns, damit auch die Zips als eine von wenigen europäischen Regionen faktisch vollständig, wonach sie einen im europäischen Spätmittelalter seltenen Aufschwung erlebte. Die Zipser Sachsen waren in der Zeit die größte und politisch und wirtschaftlich dominierende Bevölkerungsgruppe. Daneben gab es auch slowakische Bevölkerung, besonders im Stuhl der zehn Lanzenträger, dem Kleinen Komitat, das aus der übrigen Zips seit 1243 administrativ ausgegliedert war und einige weitere, nicht privilegierte slowakische Dörfer. Oft entstanden zipser-sächsische Städte neben älteren, slowakischen Orten, mit denen sie in der Frühzeit fusionierten, wobei die Privilegien auch an deren Bewohner fielen, die in die zipser-sächsische Bevölkerung aufgingen. Außerdem ist seit 13. Jahrhundert einzelne jüdische Fernhändler nach Polen, das im 14. Jahrhundert seit Kasimir dem Großen eine große Anzahl jüdischer Flüchtlinge vor den Vertreibungen und Pogromen in West- und Mitteleuropa aufnahm, und im Mittelalter auch Bergbautechniker („Wasserkünstler“) nachweisbar, älteste überlieferte jüdische Gemeinden sind aber erst seit dem 15. Jahrhundert aus Spišská Stará Ves (Zipser Altdorf) und seit dem 17. Jahrhundert aus Huncovce (Hundsdorf) bekannt. Allerdings bewirkte die im 14. Jahrhundert einsetzende Kleine Eiszeit, dass einige höher gelegene landwirtschaftliche Siedlerdörfer aufgegeben wurden und einige Bergwerke durch Anstieg des Grundwasserspiegels aufgrund häufigerer Niederschläge voll Wasser liefen.

### 15. Jahrhundert: Polnische Teilverpfändung mit 13-Städte-Bund und 11-Städte-Bund, Pentapolitana, Heptapolitana

Karte zur Geschichte der Zips (slowakisch).
Schwarze Punkte: Orte mit privilegiertem Stadtrecht (einige nur zeitweilig);
schwarze Kreise: freie Königsstädte Leutschau (Hauptstadt), Käsmark und Pudlein.
Grau: „Kleines Komitat“ des Stuhls der zehn Lanzenträger mit vorwiegend slowakischen Mitgliedsdörfern.
In Brauntönen: 1412–1772 an Polen verpfändete Gebiete:
1. rotbraun: vorwiegend deutschsprachiger „Bund der 13 Zipser Städte“,
2. dunkelbraun: weitere verpfändete autonome Städte,
(1778–1876 mit 13-Städte-Bund: Provinz des „Bundes der 16 Zipser Städte“)
3. orangebraun: Herrschaft von Altlublau und Pudlein.
Grün: bei Ungarn verbliebener (später mehr ins ungarische Feudalsystem integrierter, z. T. slowakisierter) „Bund der elf Zipser Städte“ 1412–1465
(1344–1412 und 1770–78 mit den 13 Städten: Provinz des „Bundes der 24 Zipser Städte“).
Blau schraffiert: Gebiet des privilegierten Bergrechtes der Unterzips–nicht als eigene Provinz aus der Zips ausgegliedert, deshalb schraffiert.
Im Süden braun schraffiert: im 18. Jahrhundert aus der Zips ausgegliedertes Stos.
Im Nordwesten gelb schraffiert: 1918 an Polen gefallene Polnische Zips.

Die erste Hälfte des 15. Jahrhunderts bedeutete für Ungarn, auch die Zips eine Zunahme kriegerischer Konflikte besonders um den mehrfachen Erbfall nach Aussterben der ungarischen Königsdynastie, der von Dynastien mit konkurrierenden Erbansprüchen und von oppositionellen Adelsfraktionen angefochten wurde, während gleichzeitig die militärischen Angriffe der Hussiten aus Böhmen und der Osmanen von der Balkanhalbinsel zunahmen. In Teilen der Slowakei setzte sich der mährische Söldnerführer Johann Giskra mit Sitz auf der Zipser Burg fest, kurz danach zerstörten die Hussitenkriege 1428–62 mehrfach die Zips, beispielsweise auch die freie Königsstadt Käsmark. Giskra, der die Verteidigung gegen die schweren hussitischen Verwüstungen übernahm, führte auch in der Zips daneben Kriege gegen seinen Rivalen, den Feldherrn Johann Hunyadi. Erst die Herrschaft von König Matthias Corvinus, Johann Hunyadis Sohn, stabilisierte die politischen Verhältnisse ab den 1460er Jahren und es setzte ein erneuter Aufschwung ein. In den Zipser Städten etablierten sich nach den Entvölkerungen der Zeit erste Gruppen meist slowakischer Städtebürger, die nicht mehr rechtlich zur „sächsischen Nationsuniversität“ gehörten.

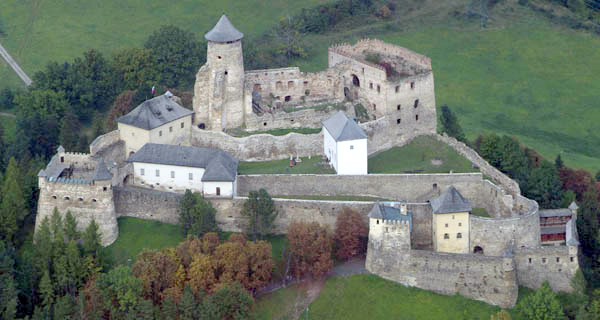
Lublauer Burg, Sitz der Starosten des polnisch verpfändeten Teils der Zips

Der Bund der 24 Zipser Städte wurde 1412 aufgelöst, als König Sigismund von Luxemburg im Vertrag von Lublau 13 dieser Städte, die drei weiteren autonomen Städte Stará Ľubovňa (deutsch Altlublau, polnisch Lubowla, ungarisch Ólubló), Hniezdne (dt. Kniesen, polnisch Gniazda) und die freie Königsstadt Podolínec (dt. Pudlein, polnisch Podoliniec, ungarisch Podolin), sowie die Burgherrschaft von Lublau an den König und Großfürst Władysław II. Jagiełło von Polen und Litauen verpfändete. Die Verpfändung gegen Auszahlung von 37.000 Schock Gold (etwa 88 Tonnen, entspricht 2 Millionen Silbergroschen) zur Finanzierung seines Krieges gegen die Republik Venedig 1411–13 war unter Sigismund nicht ungewöhnlich, der zahlreiche Kriege zur Sicherung seiner von mehreren Seiten angegriffenen Herrschaft mit Verpfändung finanzierte, die er meist in seiner Herrschaftszeit durch Rückzahlung wieder einlöste. Es war nicht zu erwarten, dass daraus eine 360-jährige Verwaltung eines Teils der Zips durch das Königreich Polen werden würde. Mehrere Auslösungsversuche von Sigismund (1419–mit Zustimmung von Władysław II., aber vom polnischen Klerus verhindert, 1426, 1436), seinen Nachfolgern Albrecht I. von Habsburg 1439, Władysław III. von Polen und Ungarn (hier verhinderten es kriegerische Umstände in der kurzen Amtszeit), Matthias Corvinus 1489–90 und 1492–1507 unter dem Zipser Erbgraf Johann Zápolya wurden meist von der polnischen Seite verhindert, die Interesse an den wohlhabenden Handelsstädten hatte, was oft die Städte selbst unterstützten, die die schlechtere Entwicklung in der ungarisch verwalteten Zips vor Augen hatten. Auch im 16. Jahrhundert folgten drei Anläufe, und mehrere im 17. und 18. Jahrhundert (nun dagegen von den Städten begrüßt, die im letzten Jahrhundert unter den Starosten Lubomirski und Heinrich von Brühl mehr ausgebeutet wurden). Nominell gehörten die verpfändeten Gebiete zum Königreich Ungarn, hatten deshalb kaum Handels- und Zollschranken zur übrigen Zips, und es wurden nur ihre wirtschaftliche Nutzung und Verwaltung, vor allem die Steuereinnahmen, verpfändet. Die verpfändeten Städte bildeten 1412 den Bund der 13 Zipser Städte. Mit den drei weiteren Städten und der Herrschaft von Lublau, organisierte sie die polnische Verwaltung als königliche Starostei der Zipser Städte mit Sitz des Starosten auf der Lublauer Burg. Die polnischen Starosten griffen vor Ende 17. Jahrhundert in die autonomen Rechte der Handelsstädte nicht ein, förderten durch Abbau von Handelszöllen nach Krakau noch ihre Entwicklung und die verpfändeten Städte und Gebiete verzeichneten aufgrund ihrer Mittlerrolle einen wirtschaftlichen Aufschwung. Der 13-Städte-Bund wählte ab 1412 nach Zipser Willkür jährlich eigene Grafen, die aus dem deutschsprachigen Städtebürgertum stammten, weil sich die polnischen Starosten nicht einmischten. Ihnen zur Seite stand der Grafenstuhl, das Gericht mit der Befugnis des Schwertrechts und als Berufungsinstanz und der große Rat Hundertleit (nach Zahl der Mitglieder, ab Ende 16. Jahrhundert nur noch 46–48), der von den 13 Magistraten nach festem Schlüssel entsandt wurde. Einen Hauptort hatte der Bund nicht, die Institutionen tagten immer in der Stadt, in der der gewählte Graf wohnte.
Die restlichen elf Städte bildeten 1412 den Bund der elf Zipser Städte mit dem Hauptort Donnersmark(t) (slowakisch Spišský Štvrtok, ungarisch Csötörtökhely, lateinisch Quintoforum), ebenfalls als „Kleine Provinz/Kleines Komitat“. Sie nahmen im 15. Jahrhundert eine zum 13-Städte-Bund unter polnischer Verwaltung gegenteilige politische und wirtschaftliche Entwicklung. Von viel geringerem politischen Gewicht, als der 24-Städte-Bund vor 1412, und von den Hussiten mehrfach schwer zerstört, konnten sie ihre politisch führende Rolle durch die Wahl der Zipser Grafen, deren Einsetzung zunehmend die ungarischen Könige bestimmten, und die privilegierte Stellung als Städtebund und Sonderprovinz nicht behaupten und gerieten in die Abhängigkeit der Zipser Burg. Schon Władysław III. von Polen und Ungarn hatte 1440 die Auflösung der Sonderprovinz/Kleinen Provinz verfügt, weil er die Wiedervereinigung mit den 13 Städten plante, was sein früher Tod gegen die Osmanen verhinderte. Im Jahr 1464 vergab König Matthias Corvinus den Grafentitel der Zips zum erblichen Lehen an den Feldherrn Imre (dt.: Emmerich) Zápolya († 1487) und in den folgenden Jahrhunderten wurden die Zips von erblichen Gespanen/Erbgrafen aus den Magnatengeschlechtern Zápolya (1464–1528), Thurzo (1531–1636) und Csáky (1636–1848) regiert. Aus den gewählten „Sachsengrafen“ (comes Saxonum) wurden erbliche Gespane/Grafen der Zips (comes de Scepus). Hauptsitz der Zipser Erbgrafen war weiterhin die Zipser Burg bis zu ihrer Aufgabe Anfang 18. Jahrhundert und ihr als „Komitatshaus“ bezeichneter Sitz in Leutschau. Im Jahr 1465 trat die Versammlung des Bundes der elf Zipser Städte zum letzten Mal zusammen und hörte danach auf, zu existieren. Der Verlust der politischen Macht des Städtebundes bedeutete nicht automatisch den Verlust der rechtlichen Privilegien der Universitas Saxonum de Scepus. Das Hauptgericht in Leutschau, der Zipser Stuhl, urteilte weiter nach Zipser Willkür, aber es mehrten sich Übergriffe, Einschränkungs- und Abschaffungsversuche. Trotz ihrer Privilegien wurden die elf Städte bald mit Zusatzabgaben belegt, weshalb sie die wirtschaftliche Konkurrenz zum geförderten 13-Städte-Bund unter polnischer Verwaltung verloren. In den folgenden Jahrhunderten sanken sie allmählich auf das Niveau bedeutungsloser Ackerstädtchen, Marktflecken oder Dörfer herab und gehörten im 18. Jahrhundert oft zum Grundbesitz der Zipser Erbgrafen und verloren in den folgenden Generationen, besonders um 1600 mehrheitlich auch ihren deutschsprachigen Charakter durch sprachliche Assimilation (Slowakisierung).

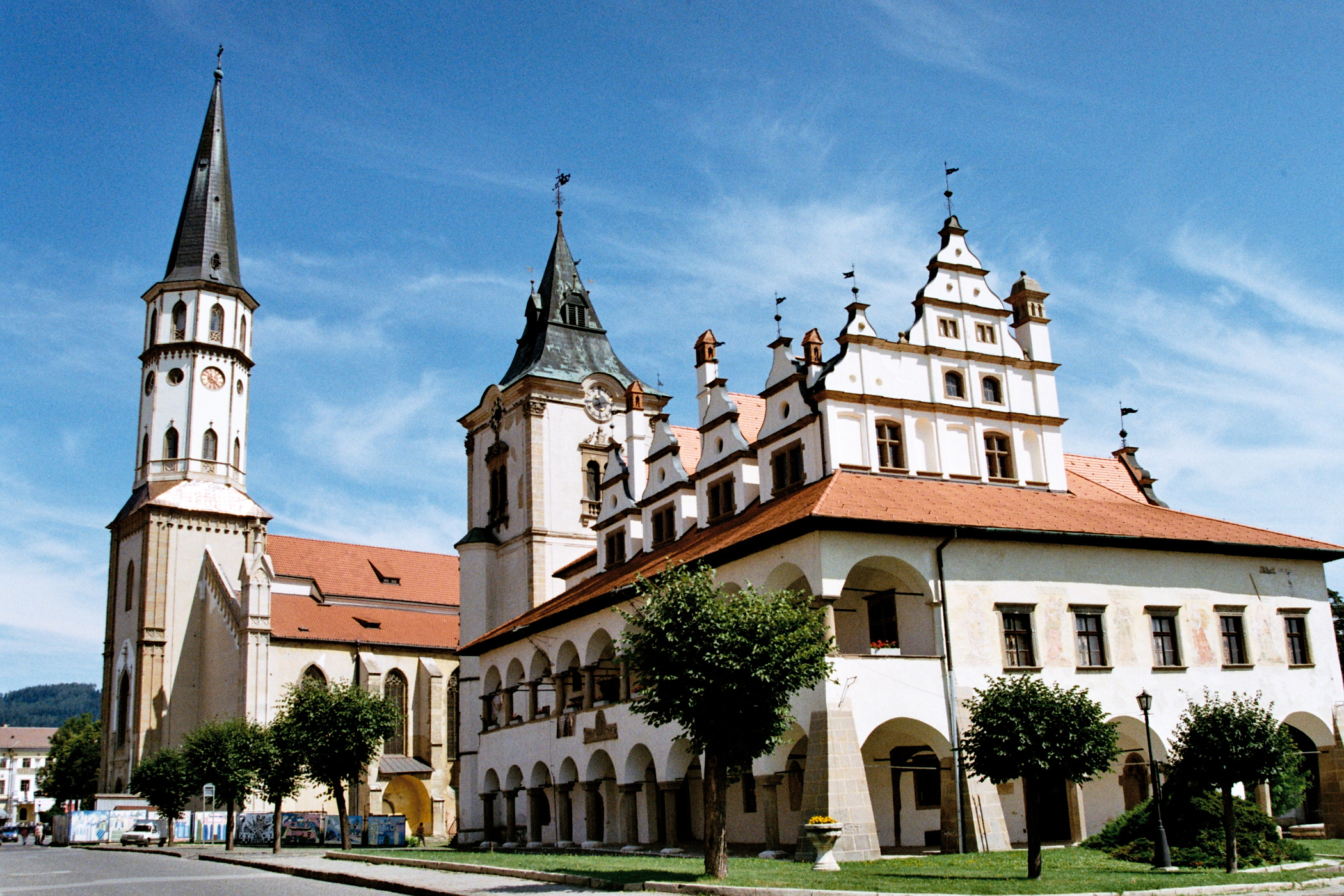
Das historische, alte Rathaus von Leutschau, heute Hauptsitz des Zipser Historischen Museums, entstand nach dem Stadtbrand 1550, dahinter die Kirche St. Jakob.

Ebenfalls 1412 gründete sich ein effektiv organisierter Bund oberungarischer königlicher Freistädte, der im Zeitgeist des Renaissance-Humanismus später unter dem griechisch-mittellateinischen Namen Pentapolitana („Fünf–Städte–Bund“) bekannt wurde. Die Gründungsmitglieder waren 1412 vier Städte, darunter nur eine aus der Zips: Leutschau (slowakisch Levoča, ungarisch Lőcse), sowie Bartfeld (sk. Bardejov, ung. Bártfa) und Eperies (sk. Prešov, ung. Eperjes) im Komitat Sáros und die Führungsstadt Kaschau (sk. Košice, ung. Kassa) im Komitat Abaúj, gleichzeitig das Verwaltungszentrum ganz Oberungarns. 1412 und im 16. Jahrhundert trat sporadisch Zeben (sk. Sabinov, ung. Kisszeben), ebenfalls im Komitat Sáros, ab den 1580er Jahren dauerhaft bei. Alle Städte hatten anfangs ein ganz vorwiegend, aber nicht allein deutschsprachiges Städtebürgertum, das aber im 17./18. Jahrhundert zur Minderheit gegenüber dem slowakischen und (besonders in Kaschau) ungarischen Bürgertum wurde. Wie der 24-Städte-Bund über die Wahl der Zipser Grafen Einfluss erhalten hatte, verteidigte und erweiterte die Pentapolitana ihre Stellung durch Kontakte zum Königshof, der sich, wie alle Herrscher der Zeit oft in Geldnot, die Bestätigungen und Erweiterungen der Privilegien von den wohlhabenden Städten oft bezahlen ließ. Daneben trafen sie sich zu zahlreichen Anlässen (aktuelle Ereignisse, Krönungsvorbereitungen, Finanzplanungen, Vereinheitlichung der Stadtrechte nach Vorbild Kaschauer Rechts, Vereinheitlichungen und Konflikte der Zünfte, Handelsrechte, Religionsfragen, Sicherungen der Handelsstraßen und Nachrichtenwege und Räuberbekämpfung, Abwehr von Forderungen des Adels und königlicher Ämter u. v. a.) häufig zu Versammlungen. Obwohl nur eine Stadt der Zips Mitglied war, hatte die Pentapolitana viel Einfluss auf die Politik der Zips, wehrte mehrfach Ansprüche der königlichen Zipser Kammer (anfangs für königliche Abgaben ganz Oberungarns, dann der Zips), des Oberungarischen Landeshauptmanns, der Oberungarischen (Finanz-)Kammer, alle mit Sitz in Kaschau, aber auch Übergriffe der Zipser Erbgrafen ab. Die beiden anderen freien Königsstädte der Zips traten aufgrund ihrer Konkurrenz zu Leutschau nicht bei, Pudlein war auch unter polnischer Verwaltung. Die Rivalität zu Käsmark wurde im 14. und 15. Jahrhundert zeitweilig gewaltsam um das Stapelprivileg (Lagerrecht für Waren) und die Frage der Komitatshauptstadt ausgetragen, schließlich aber Leutschau mit Hilfe der Pentapolitana und Johann Giskras gegen Käsmark (unterstützt von Johann Hunyadi) für sich entscheiden konnte. Käsmark (sk. Kežmarok, ung. Késmárk), das Ende 16. Jahrhundert reichste Zipser Handelsstadt wurde, trat erst 1660 der Pentapolitana als sechste Stadt bei. In der zweiten Hälfte des 15. Jahrhunderts konnte Leutschau mit Hilfe der Pentapolitana Angriffe des Zipser Erbgrafen Imre Zápolya (der auch erfolglos versuchte, Käsmark zu unterwerfen) auf seine städtische Autonomie, die es zur Residenzstadt machen wollten, dauerhaft abwehren. Die Pentapolitana wurde endgültig erst in den 1850er Jahren aufgelöst.

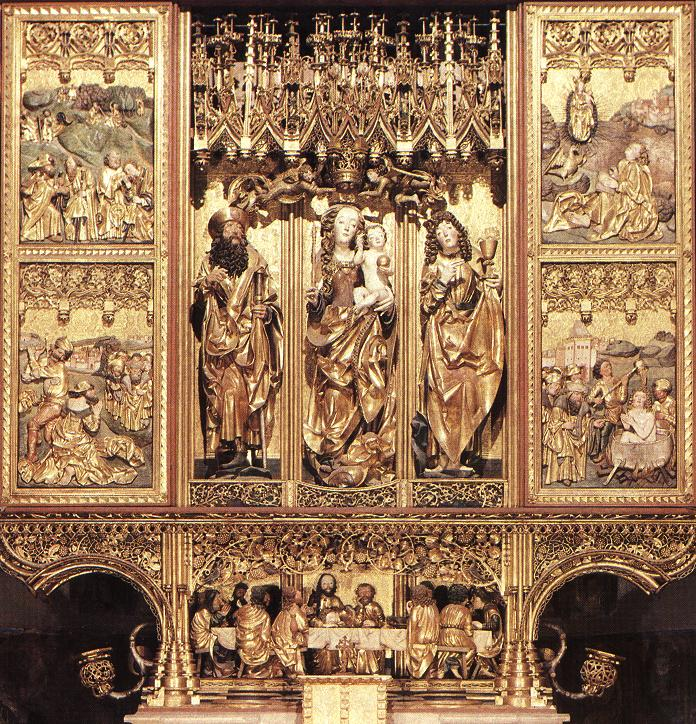
Hauptaltar der St. Jakobs Basilika in Leutschau aus der Werkstatt von Paul von Leutschau, einer der größten Altäre der Welt

Seit den 1460er Jahren setzte eine erneute wirtschaftliche Blüte der Zips ein, die vorwiegend von den Handelsstädten des 13-Städte-Bundes, den königlichen Freistädten, auch den Bergbauzentren der Unterzips getragen wurde und bis in die zweite Hälfte des 16. Jahrhunderts andauerte. Mit ihr verbunden war die höchste kulturelle Blüte, die nicht nur die Städte, auch der Adel und die Könige förderten. Mit der 1437 begonnenen Stadtchronik von Georgenberg (sk.: Spišská Sobota, ung.: Szepesszombat(hely), poln.: Spiska Sobota) setzte (300 Jahre vor den Siebenbürger Sachsen) eine breite Chronikliteratur der Zipser Sachsen ein, die schon im Spätmittelalter und der Reformationszeit die Gruppenidentität als loyale Untertanen der ungarischen Könige bezeugt. In der zweiten Hälfte des Jahrhunderts wurden die wohlhabende Zips und nahegelegene königliche Freistädte und Bergstädte zum Zentrum des christlich geprägten Frühhumanismus innerhalb Ungarns, ähnlich der Devotio moderna im Heiligen Römischen Reich, besonders den Niederlanden am Vorabend der Reformation. Ihre Hauptträger, religiöse städtebürgerliche und adelige Laien-Bruderschaften und von den städtischen Schulen angeworbene humanistisch gebildete Universitätsabsolventen und Theologen aus Krakau, Wien und anderen Städten, verbreiteten eine „intensive Symbiose von Gelehrsamkeit, bildungsbeflissener Frömmigkeit und Kunsttätigkeit“. Wichtigstes materielles Erbe dieser Blütezeit sind zahlreiche Altäre im Stil der Spätgotik, später der Renaissance, in der gesamten Zips und Nachbarstädten, die aus Frömmigkeit und Prestige gestiftet wurden und von denen viele aus der Werkstatt des Meister Paul von Leutschau stammen. So befinden sich in der heute zum UNESCO-Welterbe gehörenden zentralen St. Jakobs Basilika von Leutschau neben dem von der Bürgerschaft gestifteten über 18 m großen Hauptaltar aus der Werkstatt von Meister Paul mehrere Altäre, Erweiterungen und Standbilder, die einzelne Bürger, die drei Erbgrafen-Dynastien, König Matthias Corvinus, zwei Jagiellonen-Könige, der 13-Städte-Bund u. a. stifteten.
Ein weiterer wichtiger Städtebund war die Heptapolitana („Sieben-Städte-Bund“), den (ebenfalls besonders in der Anfangszeit vorwiegend deutschsprachige) von Bergbau lebende Bergstädte bildeten. Es gab zwei Städtebünde dieses Namens. Die „niederungarische Heptapolitana“ in westlicheren Teilen des Ungarischen Erzgebirges hatte keinen Bezug zur Geschichte der Zips, dafür aber die „oberungarische Heptapolitana“, der die drei in der Unterzips liegenden Bergbaustädte (Zipser) Neu(en)dorf (slowakisch Spišská Nová Ves, ungarisch Igló, polnisch Nowa Wieś Spiska–es war gleichzeitig Mitglied des 13-Städte-Bundes im polnischen Verpfändungsgebiet), Göllnitz (sk.: Gelnica, ung.: Gölnicbánya), Schmöllnitz (sk.: Smolník, ung.: Szomolnok), die beiden südlich der Zips in der heutigen Slowakei liegenden Städte Rosenau (sk.: Rožňava, ung.: Rozsnyó) und Jossau/Joß (sk.: Jasov, ung.: Jászó) und die beiden noch südlicheren, bis heute in Ungarn liegenden Städte Ruda (ungarisch Rudabánya) und Telken (ung.: Telkibánya) angehörten. Die niederungarische Heptapolitana entstand 1388, die siebente Stadt trat 1453 bei, nach ihrem Vorbild gründete sich in Kaschau 1487 die oberungarische Heptapolitana. Ihr Hauptort war Göllnitz, wo sich das oberste Berggericht des Bundes als letzte Berufungsinstanz nach den Berggerichten der Mitgliedsstädte, aber auch anderer Bergstädte der Region befand. Das Ziel beider Heptapolitana-Bünde war, durch (meist königliche) Bergprivilegien für den Bergbau möglichst ideale rechtliche, wirtschaftliche, soziale und administrative Bedingungen im Bergrecht herzustellen und zu verteidigen. Dazu gehörte 1. eine möglichst weitgehende Bergfreiheit, also im Gebiet des Bergrechtes überall ohne Widerspruchs- und Abgabenrecht der Grundbesitzer schürfen zu dürfen. Dieses System wurde erstmals vom Meißner Markgrafen Otto dem Reichen im 12. Jahrhundert erfunden und Anfang des 14. Jahrhunderts von König Karl I. Robert in Ungarn eingeführt. 2. war die durch Privilegien gesicherte autonome Selbstverwaltung nicht nur der Bergleute und Bürger der Bergstadt, sondern auch der weit außerhalb zuarbeitenden Pocher, Hüttenleute, Schmiede, Holzfäller, Zimmerleute, Köhler, Handwerker und Fuhrleute als Teil der Bergstadt wichtig zur Weiterentwicklung des Bergbaus. Dieses im 11. Jahrhundert in Trient entwickelte System hieß Universitas montanorum et silvanorum (Gesamtheit der Berg- und Waldleute) und wurde in viele europäische Reviere übernommen. 3. war auf ihrer Basis das Recht auf Gründung religiös-sozialer Knappschaften effektiv, die mit Spitälern, Not-, Alters- und Invalidenversorgung die ersten Sozialkassen der Geschichte bildeten und 4. das Recht auf eine intern beschlossene Bergordnung mit Bergmeister und Berggerichten notwendig. 5. war bei den wechselnden Erträgen des Bergbaus ein stabiler, berechenbarer, möglichst niedriger Abgabensatz und Befreiung der Bergleute von Formen der Abhängigkeit und Leibeigenschaft wünschenswert, der aber in vielen europäischen Bergrevieren nicht so weitgehend übernommen werden konnte, wie in der Markgrafschaft Meißen, wo seit Otto dem Reichen Freiheit von Abhängigkeit und nur der Bergzehnt an den Markgrafen garantiert war. Während die niederungarische Heptapolitana bis ins 19. Jahrhundert bestehen blieb, konnte die oberungarische für die Mitgliedsstädte südlich der Zips (Telken, Ruda, Joß und Rosenau) keine vollen Bergprivilegien erreichen, weil sie adliger Grundherrschaft unterstanden, teilweise schon Mitte 16. Jahrhundert leibeigene Siedlungen wurden und kurze Zeit später in den ständigen Grenzkonflikten der Türkenkriege entvölkert wurden. Es gelang aber, in der Unterzips und einigen unmittelbar südlichen Bergstädten, wie Dobschau (slowakisch Dobšiná, ungarisch Dobsina) und Metzenseifen (sk.: Medzev, ung.: Meczenzéf), ein Bergrechtsgebiet mit relativ weit gehenden Bergprivilegien durchzusetzen und zu erhalten. Göllnitz blieb Zentrum des obersten Berggerichtes und der obersten Bergdirektion der Unterzips.

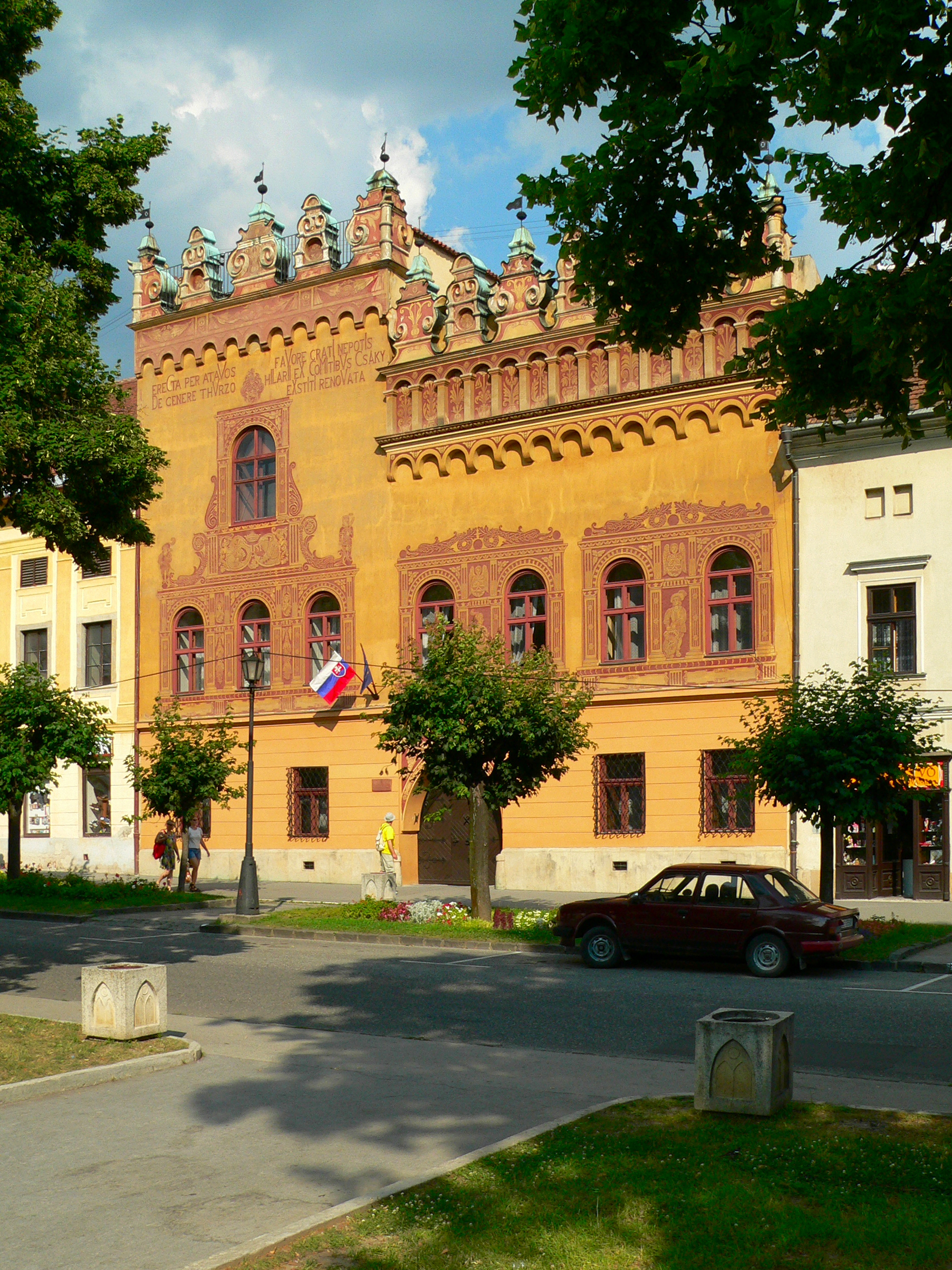
Stadtpalais der Thurzo in Levoča (Leutschau)

In ganz Europa litt der Bergbau seit der Kleinen Eiszeit im 14. und 15. Jahrhundert unter Anstieg des Grundwasserspiegels aufgrund häufigerer Niederschläge, wodurch zahlreiche Bergwerke abgesoffen waren. In der zweiten Hälfte des 15. Jahrhunderts boten verbesserte Berechnungen von Entwässerungsstollen und Einsatz der neuen Technik von Göpeln angetriebener Heinzenkunst, frühe Formen der Pumpen, die Möglichkeit, viele Bergwerke wieder trockenzulegen. Eine weitere „Schlüsseltechnologie“ in Bergbau und Verhüttung des 15.–16. Jahrhunderts war das um 1410 bei Nürnberg erfundene und stetig verbesserte Saigerverfahren, mit dem bisher nicht gewinnbare Silberanteile in Schwarzkupfer und niedrige Silberanteile in Bleiglanz unter 3 % durch Zusammenschmelzen und Ausfällen in der Verhüttung gewinnbar wurden. In beiden Bereichen, die den Bergbau in ganz Europa wieder belebten, übernahm der aus der Zips stammende Bergbauingenieur Johann I. Thurzo für Ungarn und sogar ganz Ostmitteleuropa die Führungsrolle. Er legte eine Reihe Bergwerke trocken, gründete ein Bergbauunternehmen über ganz Ungarn und darüber hinaus und führte in Geschäftspartnerschaft mit den Fuggern das Saigerverfahren in Ostmitteleuropa ein. Die Fugger-Thurzo-Gesellschaft (eigentlich: (Gemeiner) Ungarischer (Kupfer-)Handel) monopolisierte 1495–1526 das Saigerverfahren und den damit verbundenen immensen Saigerhandel in Ostmitteleuropa von Böhmen und Schlesien über Mähren, Kleinpolen, Ober- und Niederungarn bis Siebenbürgen (Siebenbürgisches Erzgebirge). Die Kupferausbeute handelte er auf dem wichtigsten europäischen Kupfermarkt in Venedig, später in Antwerpen, die neben dem europäischen Kupfermarkt auch in neue Märkte in Westafrika und Indien hinein, wo Kupfer sehr begehrt war, handelten. In Spitzenjahren wurden jährlich 37.000 Zentner Garkupfer, einige Tonnen Silber und ein Vielfaches an Blei, Erzen, Holz und Holzkohle transportiert und gehandelt. Damit begann der steile Aufstieg der Familie Thurzo von einem fast mittellosen Lanzenadels-Geschlecht aus dem Stuhl der 10 Lanzenträger, die Bürgerrecht in Leutschau erworben hatten, zu einer der reichsten Unternehmerfamilien Europas (1526/27 stiegen sie aus der Fugger-Thurzo-Gesellschaft aus) weiter zu schlesischen Fürsten und Herzögen, ungarischen Magnaten, Erbgrafen der Zips und einiger weiterer Komitate und zum Palatin von Ungarn.
Dialektologische Untersuchungen der Kanzleisprachen in Ortschroniken der Unterzipser Bergstädte ergaben, dass sich der anfangs wie in der Oberzips westmitteldeutsch basierte Dialekt mit ostmitteldeutschen Anteilen Ende des 15. Jahrhunderts in den bairisch basierten Dialekt Gründlerisch, heute oft Mantakisch genannt, offenbar durch massenhaften Zuzug bairischer und Tiroler Bergleute wandelte, der zum zweiten zipser-sächsischen Hauptdialekt neben dem alten Potokischen der Oberzips wurde und zum dritten Dialekt nach diesem und dem nur örtlich begrenzten schlesisch basierten Dialekt Outzäpsersch im Norden wurde.

## Ortschaften in der Slowakei
- Sabinov (deutsch Zeben)

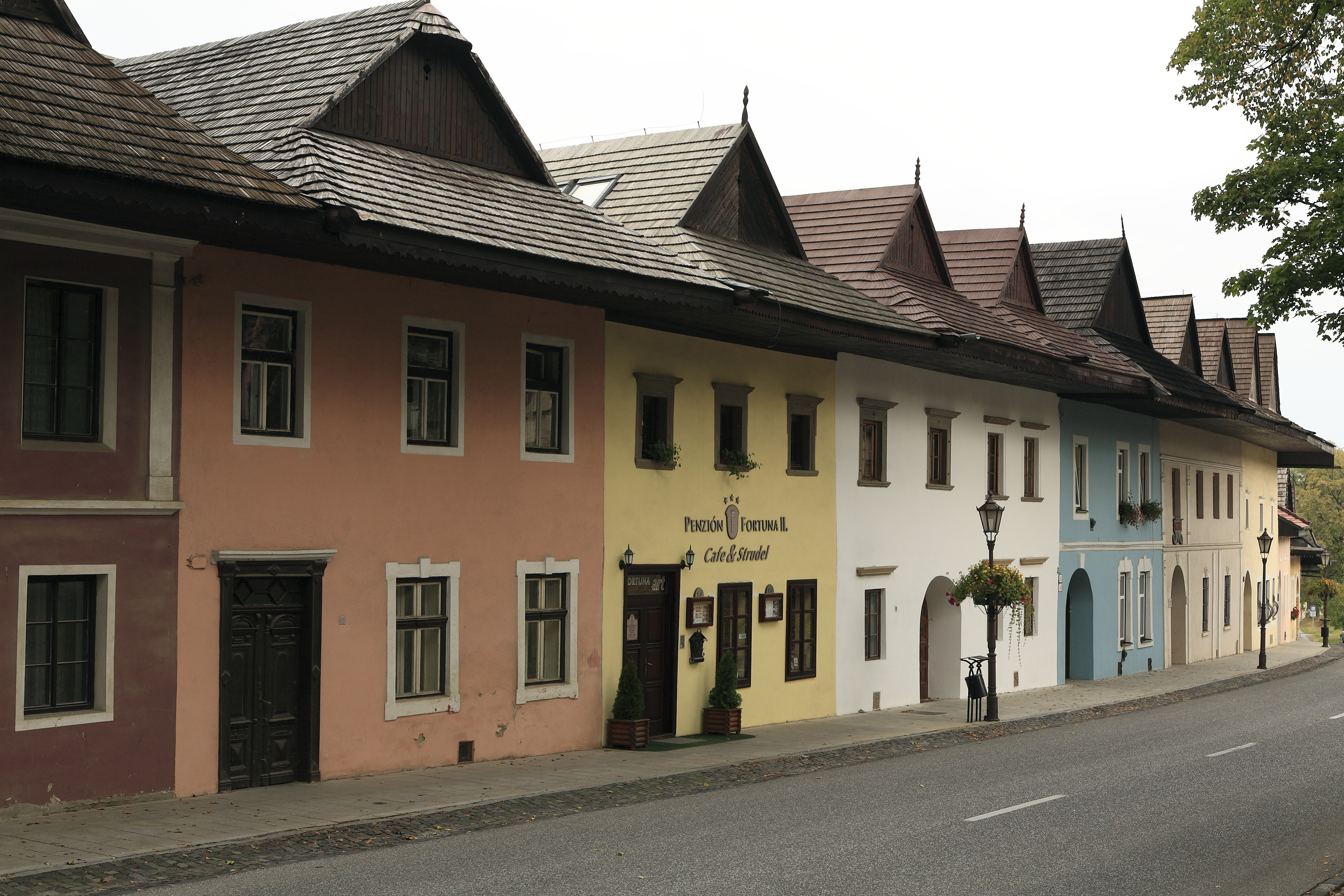
Traditionelle Zipser Häuser mit holzgedecktem „Wollmdach“ (Fußwalm unter dem Giebel) und hier mit städtisch-geschlossener Fassade in Georgenberg.
In Städten zeigte die Fensterfront den Stand des Hausherrn (zwei Fenster: freier Bauer; drei Fenster: Stadtbürger; vier und mehr Fenster: Adliger) und die Größe der teuren Fenster ließ das Vermögen erkennen.
Die Grundstücksabgaben wurden nach Breite der Fassade berechnet, weshalb sie oft weit in die Tiefe reichen. Hinter der Toreinfahrt durch das Vorderhaus (falls vorhanden) schließt sich oft ein Hof neben dem Hinterhaus mit Laubengang, Wirtschaftsgebäude und Garten an, welches dann L-förmig mit dem Vorderhaus verbunden ist.

- Spišská Belá (deutsch Zipser Bela)
- Spišská Nová Ves (deutsch Zipser Neu(en)dorf)
- Spišské Podhradie (deutsch Kirchdrauf)
- Kežmarok (deutsch Käsmark)
- Levoča (deutsch Leutschau)

## Persönlichkeiten
- Johann Genersich, Historiker
- Ottó Herman, Naturforscher, Ethnologe und Politiker
- János Hunfalvy, Geograph, Statistiker und Historiker (ursprünglich Johann Hundsdorfer, identifizierte sich später ethnisch als Ungar)
- Pál Hunfalvy, Linguist, Ethnograph und Jurist (ursprünglich Paul Hundsdorfer, identifizierte sich später ethnisch als Ungar)
- Paul von Leutschau, Altarschnitzer und Bildhauer
- Josef Maximilian Petzval, Mathematiker
- Rudolf Schuster, Politiker und ehemaliger Präsident der Slowakei